# 特二式内火艇
特二式內火艇，是配備給日本帝國海軍的兩棲戰車，也是日軍使用的第一款兩棲裝甲戰鬥車輛。它是以九五式輕戰車為基礎，經過一些大的修改後而成。

## 歷史

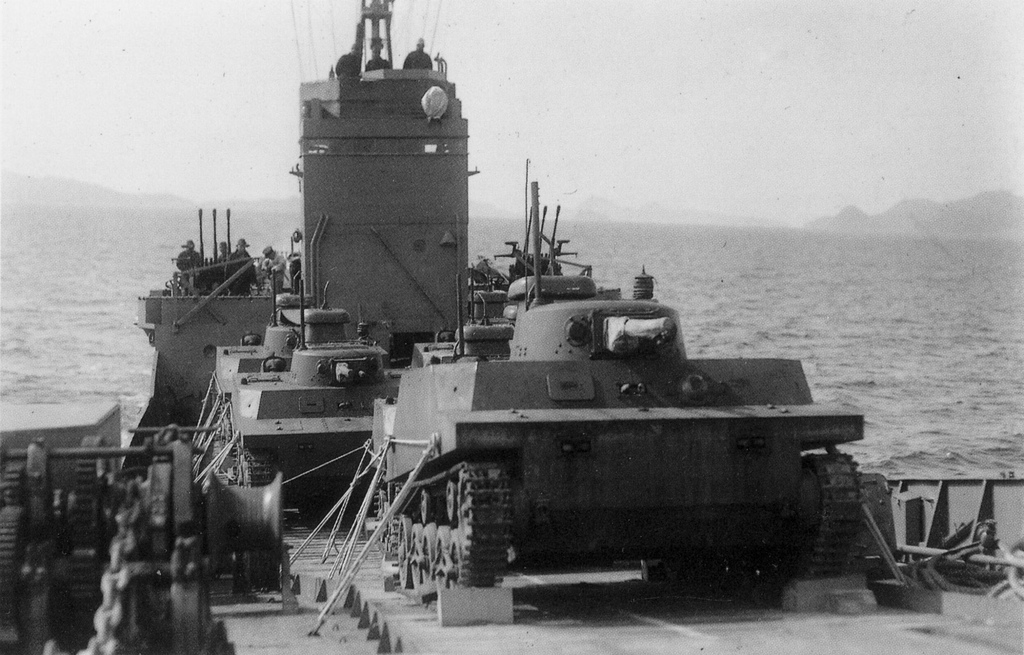
特二式內火艇

1928年，日本開始由日本陸軍牽頭研製水陸兩用戰車。在1933年，三菱重工完成了兩輛原型車。其中一輛安裝螺旋槳作為水上動力，另一輛則使用噴水式的水上推進裝置。不過，它們都僅僅停留在原型車階段。在二戰爆發后，因為日本海軍認為水陸兩用戰車可以進行奇襲，但海軍自己沒有戰車開發的經驗，所以海軍向日本帝國陸軍技術本部請求相關研製支援。
雖然基礎設計是九五式輕戰車，但是砲塔使用了二式輕戰車的裝備強化火力，且為確保車輛水密效果，海軍全面採用焊接工法打造車體；車體的浮力需求則由前部裝設的可拆式浮筒提供，車體後部則裝有2部螺旋槳推進器提供浮渡時的動力，相較於西方國家開發的兩棲車輛，帝國海軍的兩棲裝甲車使用了較複雜的外掛設備達成技術需求；最終在1942年研製出了特二式內火艇。

## 性能

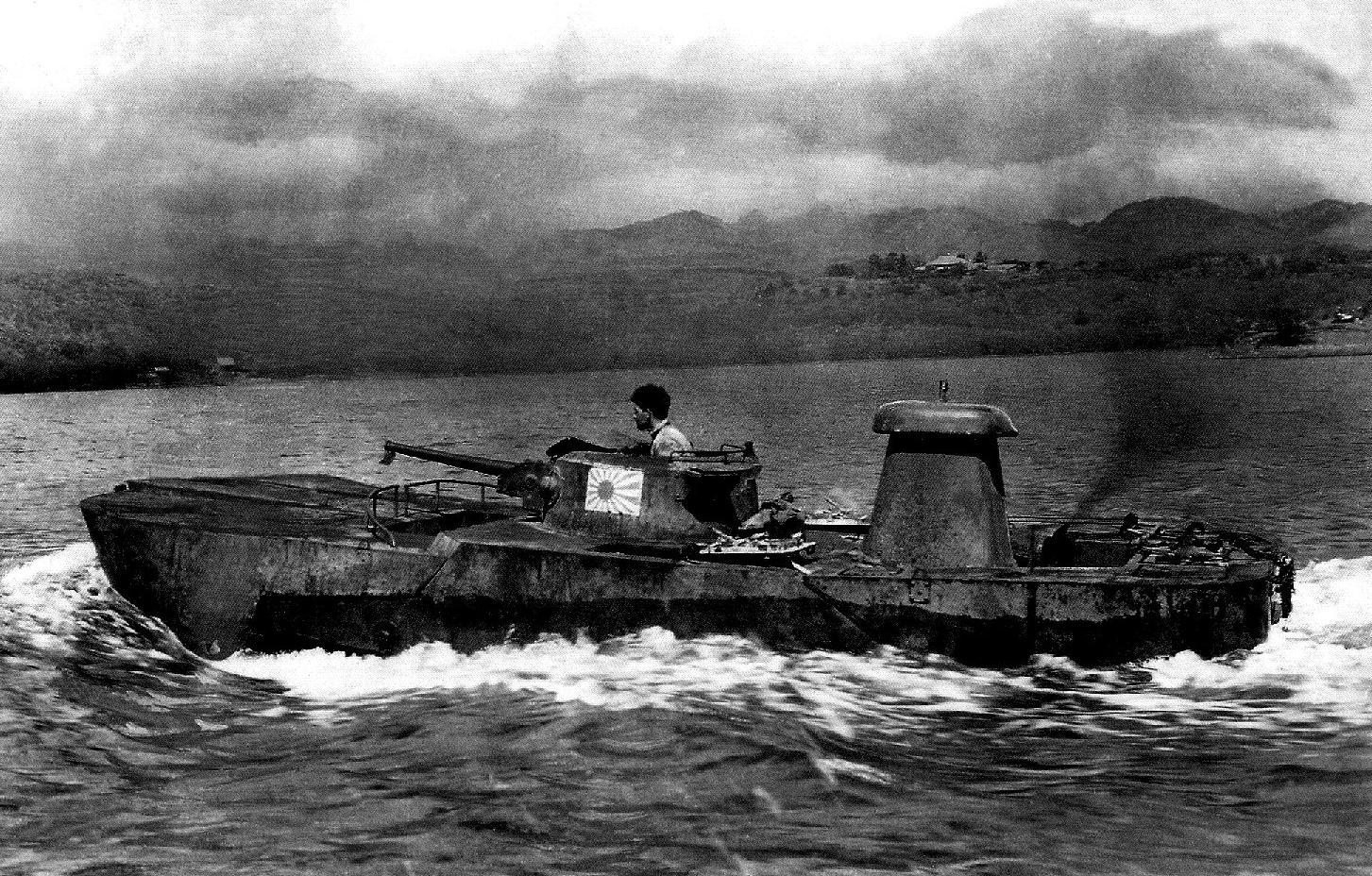
二戰後，美軍正在測試特二式內火艇。圖為其在水上航行

特二式內火艇採用三段式的結構，也就是指前浮箱、車體、後浮箱三部份，前浮箱外型近似船體使特二式內火艇在完全組裝下如同小炮艇。在陸上行駛時要將前浮箱和後浮箱拆除。另外，特二式內火艇於炮塔上安裝了瞭望塔，在車體上安裝換氣筒，不過，這些裝備在特二式內火艇在陸上行駛時都需要拆下來。其主要武器是一門37mm戰車炮。這種火炮比起以前的版本加長了身管，并擴大了藥室。在1000米距離外可以擊穿25mm裝甲。備彈量為132發。輔助武器為一挺同軸安放的九七式7.7mm機槍以及一挺安裝在車體上的九七式機槍。機槍一共備彈4080發。特二式內火艇由一臺動力為115匹的三菱A6120VDe風冷直列6缸柴油機驅動，在陸上速度可達37公里/時，在水上則可達8.5公里/時。在陸上的最大行程為200公里，在水上的最大行程為140公里。在水上航行時使用螺旋槳驅動。炮塔的裝甲厚度除頂部為6毫米外，其餘均為12毫米。車體正面裝甲為12毫米，側後部為10毫米，車體頂部裝甲為6毫米，採用鉚接方式連接。
最初，爲了能使用潛艇運輸特二式內火艇，所以將發動機和發電機設計成可以放在車體內，要登陸時再進行組裝。這樣可以使得掛於潛艇外的特二式內火艇不必擔心因為進水而導致登陸時動力出現故障。

## 生產與服役

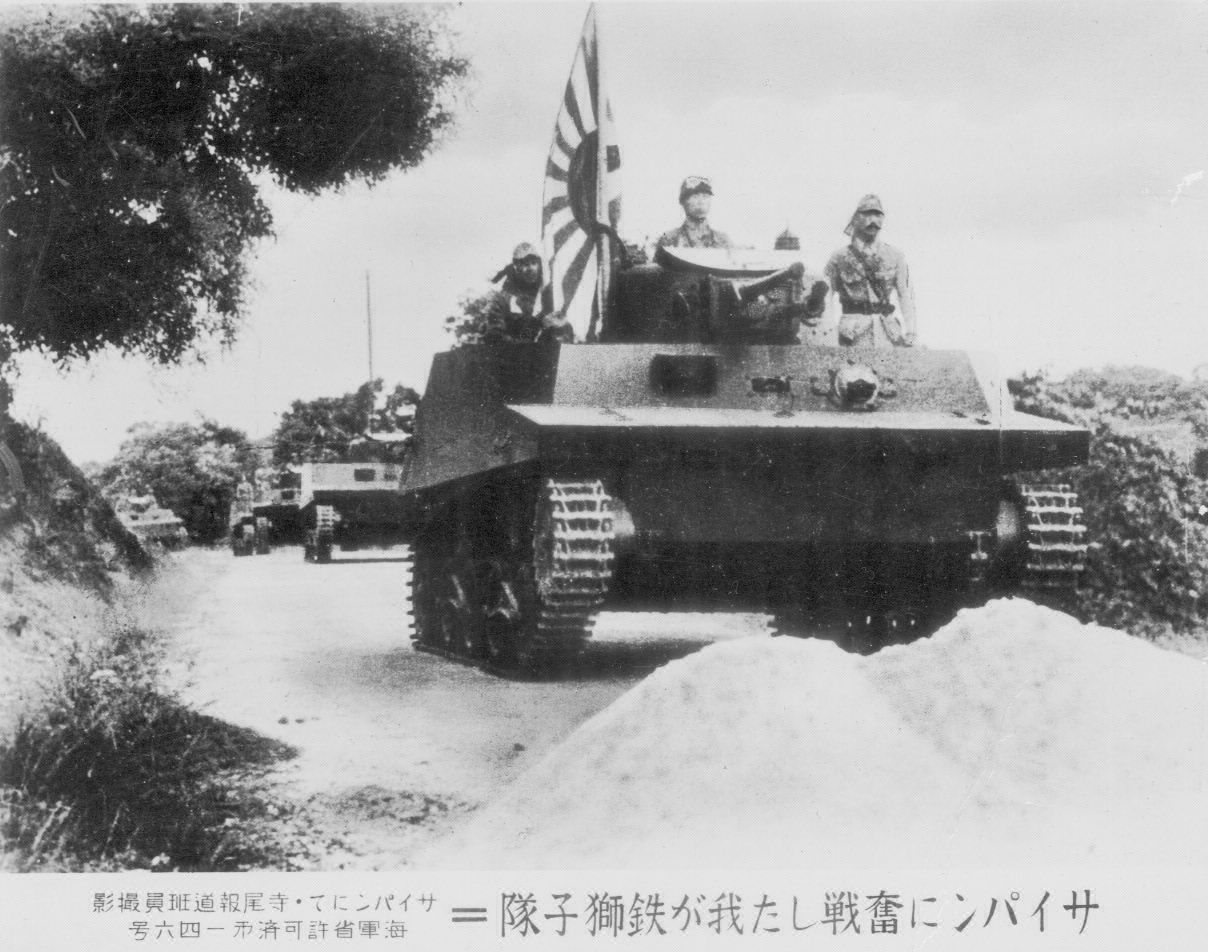
在陸上行駛的特二式內火艇

特二式內火艇一共生產了183輛，是日本二戰期間唯一投入量產的兩栖戰車。它曾經參加了硫磺島戰役和塞班島戰役，以及菲律賓戰役。另外，在日本本土還有20輛特二式內火艇用於橫須賀軍港的守備。

### 表現
因為特二式內火艇服役時，日軍已逐漸失去優勢，所以特二式內火艇只能和日軍的輕型坦克一樣擔任戰術性防禦的任務。這樣做不僅沒能發揮出其水陸兩用的特色，反而暴露了其火力及裝甲不足的問題。另外，因為當初爲了提高浮力，所以把車體的體積做得較大，影響了其靈活性。

陳列於俄國庫賓卡坦克博物館內的特二式內火艇

## 流行文化

### 電子遊戲
- 《戰爭雷霆》
- 《應徵入伍》

## 軼聞
據說在二戰結束後，美軍的調查團對日軍的九七式中戰車和九五式輕戰車並未有太大興趣，反而是重點調查了特二式內火艇。

## 腳注

### 來源
1. ↑  Foss, Christopher. . Zenith Press. 2003. ISBN 0-7603-1475-6.
2. 1 2 3  .   [2014-03-09]. （原始内容存档于2005-03-19）.

## 延伸阅读
- 『日本の戦車と装甲車輌』（アルゴノート社『PANZER』2000年6月号臨時増刊 No.331）　p163～p181
- 『もしも☆WEAPON~完全版~　世界の計画・試作兵器』（桜井英樹、イカロス出版、2017年）　p76～p77
- 『グランドパワー No.280 日本軍水陸両用戦車』（ガリレオ出版、2017年9月）
- 『ミリタリー・クラシックス Vol.57 九五式軽戦車ハ号と特二式内火艇カミ』（イカロス出版、2017年6月）